# Clark Kimberling
Clark Kimberling (nacido el 7 de noviembre de 1942 en Hinsdale, Illinois) es un matemático, músico, y compositor. Ha sido profesor de matemáticas desde 1970 en la Universidad de Evansville. Sus intereses de investigación incluyen los elementos notables de los triángulos, sucesiones enteras, e himnología.
Kimberling obtuvo su doctorado en matemáticas en 1970 en el Instituto de Tecnología de Illinois, bajo la supervisión de Abe Sklar. Desde al menos 1994,  ha mantenido una lista de puntos notables del triángulo y sus propiedades. En su forma en línea actual, la "Encyclopedia of Triangle Centers" (Enciclopedia de Centros del Triángulo) incluye varios miles de entradas.